# Селчень (Тулча)
Селчень, Селчені (рум. Sălceni) — село у повіті Тулча в Румунії. Входить до складу комуни Чаталкіой.
Село розташоване на відстані 229 км на північний схід від Бухареста, 11 км на північ від Тулчі, 122 км на північ від Констанци, 59 км на схід від Галаца.

## Населення
За даними перепису населення 2002 року у селі проживали 77 осіб, усі — румуни. Усі жителі села рідною мовою назвали румунську.